# 魯巴武縣
1°41′S 29°20′E / 1.683°S 29.333°E

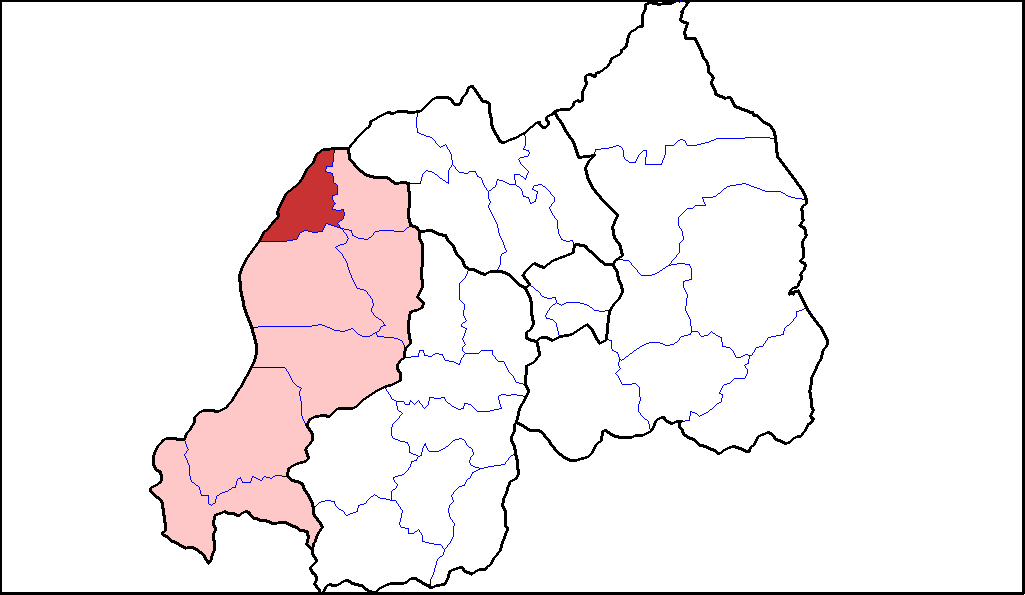

魯巴武縣（Rubavu District），是盧旺達的縣份，位於該國西部，由西部省負責管轄，首府設於吉塞尼，面積388平方公里，2012年人口403,662，人口密度每平方公里1,000人。